# Останній спуск
Останній спуск (англ. The Last Descent) — американська біографічна драма про виживання 2016 року, яку написав у співпраці з режисером Ісааком Халасімою. Цей фільм є першим повнометражним творінням Халасіми. Історія базується на події 2009 року, коли Джон Едвард Джонс намагався вибратися з печери Нутті-Путті на заході від озера Юта. Фільм був створений Deep Blue Films, Cocollala Pictures і Dark Rider Productions і розповсюджений Excel Entertainment Group. У головних ролях Чедвік Хопсон, Алексіс Джонсон, Лендон Хеннеман, Джилліан Петрі та Джейкоб Омер.

## Сюжет
У 2009 році Джон Джонс, 26-річний студент-медик і досвідчений спелеолог, прибуває до Юти на вихідні до Дня подяки зі своєю дружиною Емілі та маленькою донькою Ліззі. Брат Джона, Джош, вибирає для нього і його подруги Емілі печеру Натті-Патті для дослідження, натхнений тим, що її раніше закрили, але тепер відкрили знову. Емілі підтримує його ентузіазм і разом з Джошем вони робляться дослідниками цієї печери. Під час їхньої подорожі, коли Емілі виїжджає з машиною Джоша, двоє братів увійшли в печеру. Джон вирішує розділитися з Джошем і досліджувати невідомий маршрут, який не відзначений на карті. Проте, під час свого поглиблення в печеру, він застрягає в тісному проході. Спробувавши повернутися, він випадково падає в ще менший отвір і втрачає свідомість.
Після того, як Джон опинився догори ногами в тісній ямі шириною 18 дюймів, йому стало очевидно, що він повністю застряг. Шляхом сигналізації Джошу вдалося повідомити йому своє місцеперебування, і той спробував витягнути його, але безрезультатно. Джон наполягає на тому,щоб Джош покинув його і звернувся за допомогою. Залишившись наодинці, Джон знову втрачає свідомість через свою перевернуте положення. Через кілька годин його пробуджує рятувальниця Сюзі. Вона повідомляє йому що на місці події працює велика група рятувальників, які докладають усіх зусиль для того, щоб його визволити. Сюзі повертається до входу, де зустрічається з експертом, який зауважує, що тривале перебування Джона в тунелі може призвести до смерті. Незабаром на місце події прибуває ще один рятувальник - Аарон. Він колись брав участь у рятувальних операціях, що завершилися трагічно і він обіцяє залишатись, допоки Джона не врятують.
Аарон спускається вниз і знаходить Джона, стан якого на той момент тільки погіршується. Він заспокоює Джона, обіцяючи, що все буде добре, і впевнено вказує, що вони виберуться з печери. Джон засинає і потрапляє в сон, де бачить свою дочку в полі разом зі старшим чоловіком у сірому одязі, якого він раніше сприймав як галюцинацію. Від цього сну він прокидається і відчуває панічну атаку. Аарон успішно заспокоює його, але не без того, щоб Джон не завдав собі травм. Джон починає говорити з Аароном про його стосунки з Емілі. Його розмова затьмарена спогадами про те, як він вперше зустрів Емілі до їхнього побачення. Тієї ночі Джош підвозить Емілі до входу в печеру, де він переконує провідних рятувальників дозволити їй залишитися біля входу.
Стан Джона із часом погіршується. Аарон, Сюзі та інші робітники розробляють план виведення його з ями, починають свердлити отвори в стінах і закріплюють мотузки за його ноги. Під час цього процесу Аарон продовжує розмовляти з Джоном, час від часу подаючи йому Gatorade, щоб рятувати його від спраги. Джон висловлює свої враження щодо відносин з Емілі, розповідаючи, що їй відмовили, коли він їй вперше запропонував і його сім'я не прийняла це добре. Він продовжує зустрічатися з нею, не зважаючи на напружені відносини з родиною. У печеру опускається радіо і Джон може спілкуватися з Емілі, яка повідомляє йому, що вагітна. Втім, це викликає новий панічний напад у Джона. Під час розмови з Аароном виявляється, що обидва вони служили на мормонських місіях в іспаномовних країнах. Разом вони співають іспанську пісню «Come Thou Fount of Every Blessing».
Буріння завершено і розпочинається спроба витягнути Джона. Але, коли починають витягувати його, одне зі свердел розривається, і бруд викидається у всі сторони, що призводить до того, що Джон знову опиняється у ямі,а Аарон поранений.  Робітники допомагають пораненому Аарону, але йому не вдається повернутися до печери, він пригнічений черговою невдачею і втратою свого нового друга. Емілі сумує біля входу і може провести ще один розмову з Джоном. Вона розмовляє з ним протягом хвилини, перед тим як, швидше за все, Джон помре.
Через деякий час Джон раптово оговтується та з великим подивом для себе, виявляє, що має достатньо сил, щоб вибратися з ями. Він кличе Аарона та Сюзі, оглядається навколо та знаходить троси. Здивувавшись, він вбачає, що тілесні ушкодження, які він отримав, дивовижним чином зникли. Повернувшись до входу, Джон переконується, що там порожньо, і розуміє, що він, мабуть, помер і тепер став душею в загробному світі. Засмучений цією долею, Джон повертається до печери.
У глибинах печери Джон стикається з іншою душею, яка прийняла образ немовляти. В ході бесіди з цим духом, він розпізнає його як свого майбутнього сина. Далі, роздумуючи над галюцинаціями та видіннями, які стосуються хлопчика та чоловіка в сірому з Емілі та Ліззі, Джон усвідомлює, що цей чоловік завжди був його сином. Зі сльозами на очах, він замовляє душам немовляти стежити за своєю коханою та сестрою. Під час того, як він виймає дитину із колиски та покидає печеру на світ з'являється хлопчик в лікарні й опиняється на руках Емілі. Вона з радістю оголошує, що назвала його на честь Джона. У завершальному відзначенні підкреслюється, що вхід до печери тепер запечатаний, тіло Джона залишається всередині і родина висловлює вдячність рятувальникам.

## Акторський склад
- Чедвік Хопсон у ролі Джона Джонса, студента-медика, який застряг у 18-дюймовій ямі в печері Нутті-Путі.
- Алексіс «Лексі» Джонсон — Емілі Джонс, дружина Джона.
- Лендон Хеннеман у ролі Аарона, ветерана-рятувальника, який засмучений минулими порятунками, які закінчилися трагічно. Він є складним персонажем багатьох робітників, які спілкувалися з Джоном під час спроби порятунку.
- Джилліан Петрі в ролі Сьюзі, однієї з рятувальників, також складний персонаж.
- Джейкоб Омер — Джош Джонс, брат Джона.
- Мейсон Д. Девіс у ролі Людини в темряві, галюцинації, яку Джон бачив протягом свого життя. Пізніше виявилося, що цей чоловік є духом його ненародженого сина.
- Пол Тан у ролі доктора Дага Мердока, медичного експерта, який надає інформацію, попереджаючи рятувальників про стан Джона в печері.
- Марк Вебб у ролі шерифа Ходжсона, лідера рятувальних робіт.
- Кендрі Флейк — Ліззі, маленька дочка Джона.

## Виробництво
Всі сцени зйомок були реалізовані в штаті Юта. Зовнішні кадри печери були відзняті поблизу фактичного входу, тоді як внутрішні тунелі та повороти були відтворені на складі у Вест-Веллі.

## Випуск
Фільм вийшов обмеженим тиражем в Аризоні, Юті та Айдахо 16 вересня 2016 року.

## Враження
Фільм вийшов обмеженим тиражем, але отримав узагальнено позитивні відгуки, з визнанням за режисуру, акторську гру та кінематографію, однак отримав критику за свій тон та темп.